# 76 mm armata górska wz. 1909
76 mm armata górska wz. 1909 (ros. 76-мм горная пушка образца 1909 года, 3-дюймовая пушка системы Шнеидера) – rosyjskie działo górskie budowane na licencji francuskiej.
26 grudnia 1909 roku do uzbrojenia armii rosyjskiej wprowadzono oficjalnie nową armatę górska kalibru 76 mm. Została ona skonstruowana w 1905 roku we francuskiej firmie Schneider i produkowana na podstawie licencji od sierpnia 1909 w Zakładach Putiłowskich w Pietrogradzie. Była ona przystosowana po rozłożeniu na części do przenoszenia w jukach przez muły.
W jednostkach wojskowych pierwsze działa tego wzoru pojawiły się w 1911 roku. W chwili wybuchy I wojny światowej armia rosyjska miała 440 dział tego typu. Zostały one użyte zarówno podczas walk z wojskami państw centralnych, jak i podczas późniejszej wojny domowej.
1 listopada 1936 roku Armia Czerwona posiadała 622 działa wz. 1909, z czego 572 sprawnych. W 1939 roku produkcję dział wz. 1909 zakończono w związku z przyjęciem do uzbrojenia armaty górskiej wz. 1938.
Rozpoczęcie produkcji nowego dział górskiego nie spowodowało wycofania starszej konstrukcji z uzbrojenia. W czasie wojny zimowej Armia Czerwona użyła 80 armat wz. 1909 z których utraciła 8. W dniu ataku niemieckiego na ZSRR Armia Czerwona miała na stanie 1121 armat wz. 1909. Były one uzbrojeniem jednostek artylerii górskiej spełniających w oddziałach górskich analogiczną funkcję jak jednostki dział piechoty w pozostałych jednostkach piechoty i kawalerii.

## Egzemplarze muzealne
- Muzeum Wojska Polskiego w Warszawie[1]
- Muzeum Artylerii Finlandii w Hämeenlinna

## Bibliografia

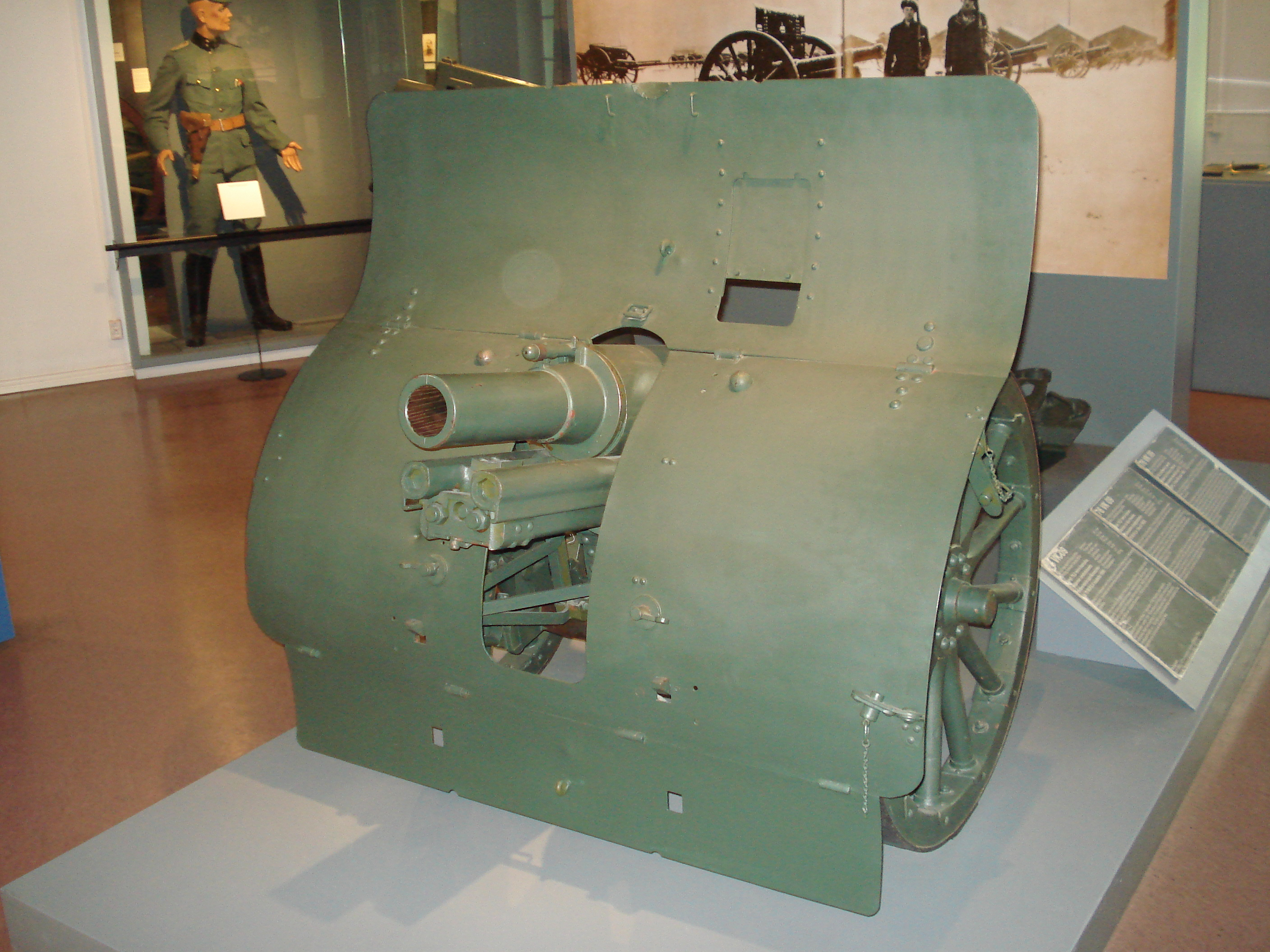